# Croce al merito aeronautico (Spagna)
La croce al merito aeronautico, già "ordine al merito aeronautico", è un'onorificenza militare spagnola.

## Storia
L'ordine venne istituito a Madrid il 30 novembre 1945 come onorificenza militare e viene ancora oggi concesso per particolari atti di coraggio o distinzione sul campo o per atti di merito nei confronti delle forze armate spagnole da parte di militari o civili in supporto a corpi militari. Perse il suo status di ordine nel 1995.

## Classi
L'ordine si compone attualmente di due soli classi di benemerenza:
- gran croce: generali o personalità civili di rango equivalente
- croce: ufficiali, sottufficiali o personalità civili di rango equivalente

Tali classi di benemerenza, però sono suddivisi al loro interno in diverse categorie di colorazione del nastro e della medaglia a seconda dello scopo di concessione dell'onorificenza all'insignito:
- rosso: concesso a chi, con coraggio, si sia distinto particolarmente con fatti e servizi eccezionali nel corso di un conflitto armato o in operazioni militari che comportano o possono comportare l'uso della forza armata in maniera significativa.
- blu: concesso a chi, con coraggio, si sia distinto particolarmente con fatti e servizi eccezionali nel corso di operazioni militari nel contesto di altre organizzazioni internazionali.
- giallo: concesso a chi, con coraggio, si sia distinto particolarmente con fatti e servizi eccezionali che comportassero il rischio di lesioni gravi o morte.
- bianco: concesso a chi, con coraggio, si sia distinto particolarmente con fatti e servizi eccezionali durante il servizio militare ordinario.

| Croce con decorazione rossa      | Croce con decorazione blu      | Croce con decorazione gialla      | Croce con decorazione bianca      |
| Gran croce con decorazione rossa | Gran croce con decorazione blu | Gran croce con decorazione gialla | Gran croce con decorazione bianca |

## Insegne
- La "decorazione" ha la forma di croce greca con i bracci smaltati di rosso nella decorazione rossa e di bianco nelle categorie rimanenti. Le croci dei distintivi blu e gialli hanno ulteriori barre strette in blu o giallo in tutta la parte inferiore. Il braccio superiore è sormontato da una corona reale spagnola e ha una tavoletta con incisa la data di conferimento. Lo scudo rotondo centrale del rovescio reca lo stemma di Castiglia, León, Aragona, Navarra e Granada (fino al 2003 vi erano solo gli stemmi alternati di Castiglia e León), al centro vi è uno scudo ovale blu (stemma della casa di Borbone-Angiò). Lo scudo centrale ha le ali d'oro estese fino ai bracci laterali della traversa ed è sormontata da una corona reale. Sul retro ci sono le lettere "MA" (Mérito Aeronautico) su sfondo rosso. La croce è indossata su un nastro sul lato sinistro del petto. Ciascun premio successivo è indicato da una barra con la data di conferimento sulla barra multifunzione.
- La "gran croce" ha la stessa forma della croce sopra descritto, ma è indossata su una cintura sulla spalla destra.
- La "stella" è dorata, a otto punte, con la croce sovrapposta su di essa, attualmente tra le braccia della croce ci sono torri di Castiglia alternate a leoni di León.
- Il "nastro" è caratterizzato da colorazioni differenti a seconda del grado.

| Croce on decorazione rossa       | Croce con decorazione blu      | Croce con decorazione gialla        | Croce con decorazione bianca      |
| Gran croce con decorazione rossa | Gran croce con decorazione blu | Gran croce - con decorazione gialla | Gran croce con decorazione bianca |